# Stichting De Einder
Stichting de Einder is een Nederlandse stichting die zich onder andere ten doel heeft gesteld om tegenover en naast een ‘recht op leven’ tevens een ‘recht op sterven’ in de wet te verankeren. De stichting voorziet mensen die daarom vragen van informatie over humane en betrouwbare middelen en methoden om zelf, buiten medewerking van een arts, uit het leven te stappen waarbij de risico’s van schade voor de omgeving van de betrokkene zo beperkt mogelijk worden gehouden.

## Historische achtergrond
In 1991 verscheen in het NRC Handelsblad een artikel van de hand van een voormalig lid van de Hoge Raad, Huib Drion, waarin werd gepleit voor een middel waarmee een (hoog)bejaarde die 'klaar is met leven' op humane wijze een einde aan zijn of haar leven zou kunnen maken op een zelfgekozen tijdstip. Dit veroorzaakte in Nederland een opbloei van de 'recht op sterven'-bewegingen die verder gingen dan de op dat moment nog te legaliseren Nederlandse praktijk rond euthanasie en hulp bij zelfdoding, die uitging van ten minste twee betrokken artsen.
In 1995 werd Stichting de Einder opgericht. Aan de oprichting daarvan ging een discussie vooraf. De aanleiding tot deze discussie was een geval van zelfdoding in de Zaanstreek waarbij een jonge man zich van het dak van een hoog gebouw had laten vallen met de dood als gevolg. De eerste gedachten gingen uit naar het stichten van een hotel "De Einder" waar begeleiding bij zelfdoding kon worden geboden. Daarna heeft een comité de draad opgepakt en zich in 1995 omgevormd tot een stichting.
In 2010 werd vanuit het Humanistisch Verbond het Burgerinitiatief Voltooid Leven gelanceerd om het legaliseren van stervenshulp aan mensen die 'klaar zijn met leven' c.q. met een 'voltooid leven'-problematiek worstelen, op de agenda van de Tweede Kamer te plaatsen. In vervolg daarop heeft het toenmalig kabinet Rutte II op 12 oktober 2016 de Tweede Kamer laten weten vaart te willen zetten achter een "Wet voltooid leven". Vanuit de Tweede Kamer is de draad daartoe door D66 opgepakt met de publicatie op 18 december 2016 van een initiatiefwet "Waardig levenseinde."
Een internationale speler op het 'Right to Die' terrein is Exit International. Deze organisatie heeft voornamelijk praktische betekenis doordat zij voor diegenen die, waar het hun eigen dood aangaat, een recht op zelfbeschikking claimen, langs digitale weg rechtstreeks benaderbaar is om in informatie over een goede dood in eigen regie te voorzien.

## Werkwijze en middelen
Stichting De Einder verzorgt kosteloze voorlichting over humane methoden en middelen om uit het leven te stappen, teneinde te voorkomen dat mensen hun toevlucht nemen tot een voor henzelf mensonwaardig sterven en tot een voor hun omgeving uiterst pijnlijke gebeurtenis. Daarnaast wordt ook voorlichting gegeven over het voorkomen van het plegen van strafbare feiten door nabestaanden, die daarvoor mogelijk vervolgd zouden kunnen worden. Buiten de stichting zelf is er een pool van zelfstandig opererende consulenten die overwegend op declaratiebasis geconsulteerd kunnen worden.
Het aantal hulpvragers dat zich tot De Einder wendt, hetzij ten behoeve van zichzelf, hetzij omdat zij geconfronteerd worden met iemand uit hun omgeving die behoefte aan levenseindecounseling heeft, bedroeg eind 2016 enkele duizenden op jaarbasis. Uit gegevens over 2014 valt op te maken dat voor circa 80% van degenen met een stervenswens de informatie die zij via De Einder verkrijgen, afdoende is om de draad weer op te pakken en verder te gaan met leven – gerustgesteld dat als de nood echt hoog is, een humane dood in eigen regie tot de mogelijkheden behoort.
Financiering van de stichting bestaat voornamelijk uit erfenissen, legaten en donaties. Uit gegevens over 2016 blijkt dat de stichting in 2015 en 2016 bedragen van achtereenvolgens € 61.736 en € 52.641 aan giften ontving.

## Juridische relevantie
Stichting De Einder opereert op de grens van wat in Nederland wettelijk toegestaan is: vier van de voormalige counselors van De Einder hebben terechtgestaan voor hulp die zij aan hulpvragers hebben verleend. Hierdoor is jurisprudentie tot stand gekomen waarin tot aan de hoogste rechterlijke instantie is uitgemaakt wat wel en niet als strafbare hulp bij zelfdoding wordt gekwalificeerd. De volgende zaken zijn niet strafbaar:
1. het voeren van gesprekken over zelfdoding;
2. het bieden van morele steun, bijvoorbeeld door bij de zelfdoding aanwezig te zijn;
3. het doen van louter informatieve mededelingen.

Informatieve mededelingen of adviezen waarin wel een kern zit van een 'instructie' (in de zin van een 'opdracht'), zijn daarentegen strafbaar. Ten aanzien van drie voormalige consulenten van De Einder is in rechte uitgemaakt dat zij de grenzen van de niet-strafbare hulp bij zelfdoding hebben overschreden.